# عبد ناسا الحسن
عبد ناسا الحسن (بالإنجليزية: Abdul Naza Alhassan)‏ (17 يونيو 1990 في غانا – )؛ هو لاعب كرة قدم كان يلعب كلاعب وسط.

## وصلات خارجية
- عبد ناسا الحسن على موقع الاتحاد الدولي (مؤرشف)  (الإنجليزية)
- عبد ناسا الحسن على موقع رابطة كرة القدم اليابانية للمحترفين (اليابانية)
- عبد ناسا الحسن على موقع Soccerway.com (الإنجليزية)
- عبد ناسا الحسن على موقع عالم كرة القدم.نت (الإنجليزية)